# Karangkonang
Karangkonang is een bestuurslaag in het regentschap Pati van de provincie Midden-Java, Indonesië. Karangkonang telt 1310 inwoners (volkstelling 2010).